# Manometer
Manométer je fizikalna merilna priprava za merjenje tlaka.
Preprost manometer je kapljevinski manometer, ki ga sestavlja cev v obliki črke U, napolnjena s kapljevino, npr. vodo ali živim srebrom. Na eni strani cevi je merjeni tlak, na drugi strani pa primerjalni, npr. atmosferski pri odprtem kapljevinskem manometru. Razliko tlakov odberemo posredno prek razlike višin stolpcev kapljevine v obeh krakih cevi.
Druga vrsta manometra je membranski manometer ali aneroid. Pri njem tlak prožno deformira kovinsko opno, tlak pa odberemo posredno iz deformacije membrane.
Tretja vrsta manometra uporablja Bourdonovo cev, spiralno zavito kovinsko cev, ki se pod tlakom prožno deformira tako, da je kot zasuka na sredini sorazmeren tlaku v cevi.

## Posebne vrste manometrov
Manometrom za merjenje zelo majhnih tlakov pravimo vakuummetri, tistim za merjenje zračnega tlaka barometri, za merjenje krvnega pritiska pa sfigmomanometri.